# Alloperla joosti
Alloperla joosti är en bäcksländeart som beskrevs av Peter Zwick 1972. Alloperla joosti ingår i släktet Alloperla och familjen blekbäcksländor. Inga underarter finns listade i Catalogue of Life.